# Rhagodia candolleana
Rhagodia candolleana är en amarantväxtart som beskrevs av Horace Bénédict Alfred Moquin-Tandon. Rhagodia candolleana ingår i släktet Rhagodia och familjen amarantväxter. Utöver nominatformen finns också underarten R. c. candolleana.